# Vaden

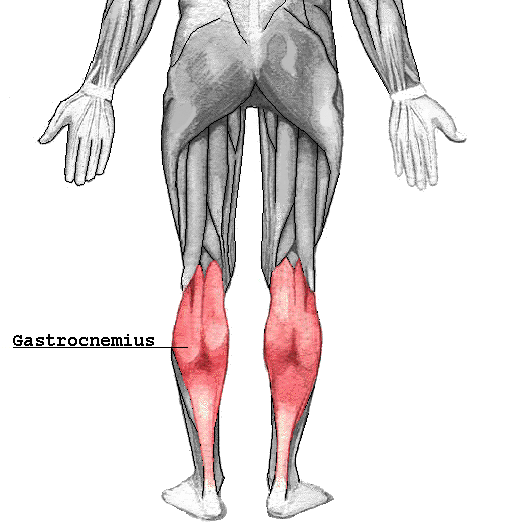
Gastrocnemius är den yttre vadmuskeln.

Vaden, sura, är underbenets baksida. Den består av två muskler gastrocnemius och soleus.